# 隐盘芹属
隐盘芹属（学名：Cryptodiscus）是伞形科下的一个属，为多年生草本植物。该属共有约4种，分布于中亚荒漠地区。